# NGC 1448
NGC 1448 (другие обозначения — NGC 1457, ESO 249-16, MCG −7-8-5, AM 0342-444, PGC 13727) — спиральная галактика (Sc) в созвездии Часы.
Этот объект занесён в новый общий каталог несколько раз, с обозначениями NGC 1448, NGC 1457.
Этот объект входит в число перечисленных в оригинальной редакции «Нового общего каталога».
В галактике вспыхнула сверхновая SN 2003hn типа II, её пиковая видимая звёздная величина составила 14,1.
В галактике вспыхнула сверхновая SN 2014df типа Ib, её пиковая видимая звёздная величина составила 14,0.
В галактике вспыхнула сверхновая SN 2001el типа Ia, её пиковая видимая звёздная величина составила 14,5.
Галактика наблюдается с ребра и в ней заметно искривление тонкого диска. Оно вероятно вызвано гравитационным взаимодействием галактики в группе. 
Галактика NGC 1448 входит в состав группы галактик NGC 1448. Помимо NGC 1448 в группу также входят IC 1970, NGC 1411, PGC 13390 и PGC 13409.